# Sydney Lassick
 (août 2015).
Si vous disposez d'ouvrages ou d'articles de référence ou si vous connaissez des sites web de qualité traitant du thème abordé ici, merci de compléter l'article en donnant les références utiles à sa vérifiabilité et en les liant à la section « Notes et références ».
Sydney Lassick (né le 23 juin 1922 à Chicago et mort le 12 avril 2003 à Los Angeles) est un acteur américain, connu notamment pour son rôle de Charlie Cheswick dans Vol au-dessus d'un nid de coucou de Miloš Forman (1975).

## Biographie
Né en 1922 à Chicago dans l'Illinois, Sydney Lassick est un descendant d'immigrants juifs de Russie. Il commence sa carrière d'acteur en 1958 et se fait remarquer en jouant en 1964 dans Sinderella and the golden Bra de Loel Minardi. Une dizaine d'années plus tard il obtient le rôle de Charlie Cheswick dans Vol au-dessus d'un nid de coucou de Miloš Forman. Un an plus tard il interprète Mr. Fromm, le professeur de français dans Carrie au bal du diable de Brian De Palma.
Il est mort d'une complication de son diabète le 12 avril 2003 à Los Angeles, à l'âge de 80 ans. Il a été enterré au Mount Sinai Memorial Park Cemetery à Los Angeles.

## Filmographie partielle
- 1958 : The Bonnie Parker Story de William Witney
- 1964 : Sinderella and the golden Bra de Loel Minardi : Fairy Godfather
- 1975 : Vol au-dessus d'un nid de coucou (One Flew Over the Cuckoo's Nest) de Miloš Forman : Charlie Cheswick
- 1976 : Carrie au bal du diable de Brian De Palma : Mr. Fromm, le professeur de français
- 1977 : The Billion Dollar Hobo de Stuart E. McGowan : Mitchell
- 1977 : The Happy Hooker Goes to Washington de William A. Levey : Percy Bowlder
- 1978 : China 9, Liberty 37 de Monte Hellman : l'ami du shérif
- 1979 : Skatetown, U.S.A. de William A. Levey : Murray
- 1979 : Hot Stuff de Dom DeLuise : Hymie
- 1980 : L'Incroyable Alligator de Lewis Teague : Luke Gutchel
- 1980 : Les Secrets de l'invisible de Danny Steinmann : Ernest
- 1982 : Pandemonium : l'homme de la station de bus
- 1982 : Fast-Walking : Ted
- 1984 : Patrouille de nuit : Pepping Tom
- 1985 : Toubib Academy numéro un (en) (Stitches) : Sheldon Mendlebaum
- 1986 : Ratboy : Lee « Dial-A-Prayer »
- 1987 : Body Slam : Shapiro
- 1988 : Les Fantômes d'Halloween (Lady in White) : Mr. Lowry
- 1989 : Judgement : Dr. Henry Silver
- 1989 : La Morsure (Curse II: The Bite) : George
- 1989 : Tale of Two Sisters : le père
- 1989 : Sonny Boy de Robert Martin Carroll : Charlie P.
- 1990 : Pacific Palisades : Mr. Beer
- 1991 : Cool as Ice : Roscoe
- 1991 : The Art of Dying : Walie
- 1992 : Tom et Jerry, le film (voix d'un Straycatcher)
- 1992 : Shake the Clown : Peppy le clown
- 1992 : Miracle Beach : Tooth Fairy
- 1996 : Freeway : Woody Wilson
- 1997 : X-Files : Aux frontières du réel (épisode Amour fou) : Chuck Forsch
- 1999 : Man on the Moon : Crystal Healer
- 2000 : Something to Sing About : une personne âgée